# 高雄市電影館

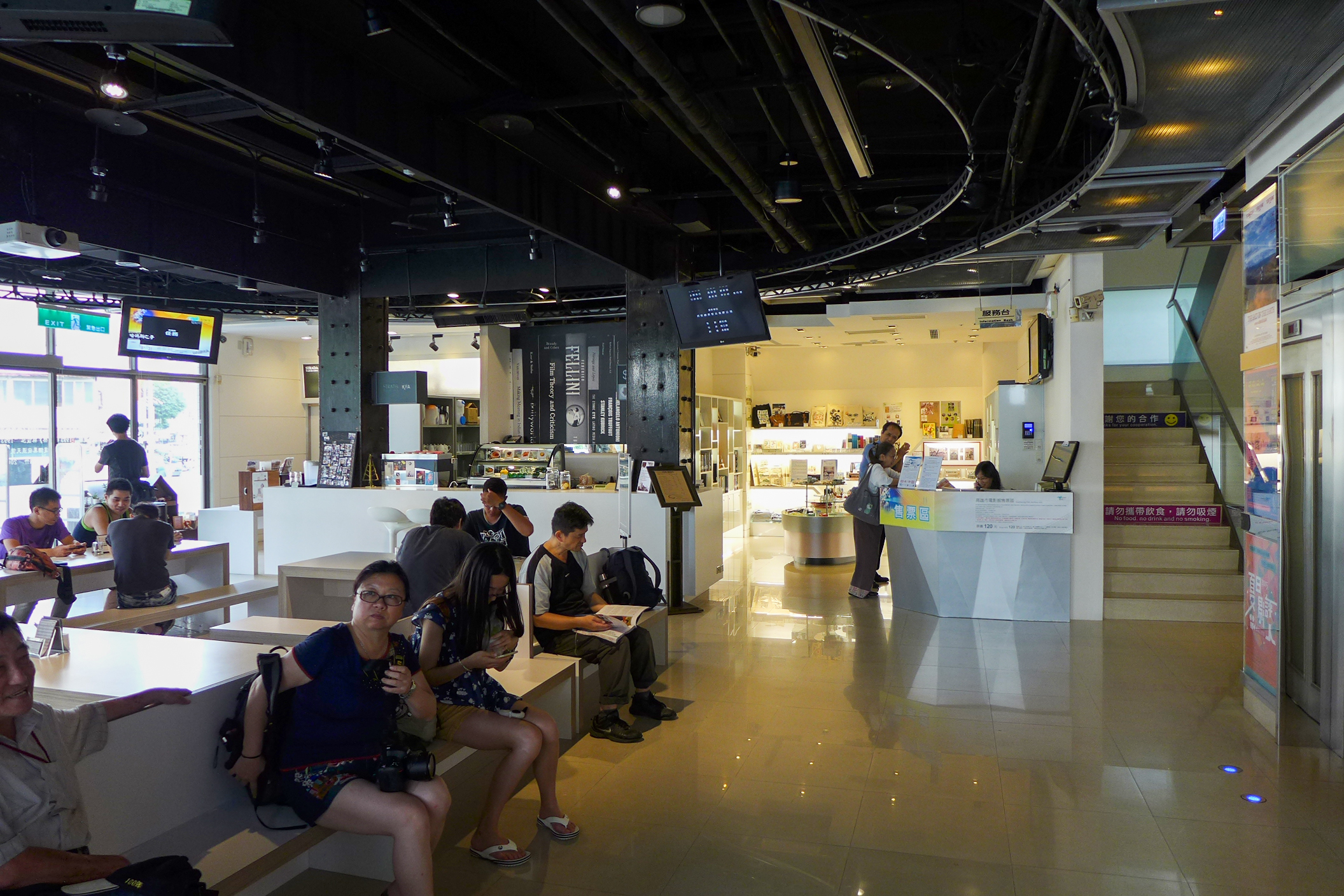
電影館內貌

高雄市電影館（英語：Kaohsiung Film Archive）是臺灣高雄市鹽埕區座落於愛河旁，一個以藝術電影為主題的電影院與影視資料館，源自於2002年11月成立之高雄市電影圖書館，為推廣影視文化的專責機構；2010年12月更名為高雄市電影館，由圖書資料館轉型為專業藝術電影院。2017年1月1日轉型為行政法人。

## 簡介
高雄市電影館座落於愛河旁，為一所以藝術電影為主題的電影院與影視資料館。緣起於高雄市政府新聞處實驗性在美術館等地舉辦藝術電影的影展，進而積極籌備高雄電影節及高雄市立電影圖書館，其中高雄電影節於2001年12月舉辦第一屆，高雄市電影圖書館則於2002年11月3日正式成立，率屬於當時的高雄市政府新聞處，為推廣影視文化的專責機構。原有之劇組協助業務在高雄市政府新聞處於2009年6月成立高雄市拍片支援中心後，移轉該中心專責。
2010年12月25日，為轉型專業藝術電影院，更名為高雄市電影館，並配合高雄市縣合併移交高雄市政府文化局。
2011年8月到10月，電影館休館改裝，將各樓層進行空間改造，其中一樓展場改為沙龍複合式空間，二樓圖書及個人閱聽室改造為沙發閱聽空間及小型放映室。
2017年1月1日，移交行政法人高雄市專業文化機構，由行政機關轉型為專業行政法人場館，在館務運作上朝向專業化的方向，為臺灣第一座由地方政府營運的行政法人場館之一。
2018年10月，在駁二大義區C9倉庫成立全球唯一立體8K VR體感劇院，是全台首座以「VR電影」為主軸的電影院。目前高雄市電影館有兩個館舍，愛河旁電影館及VR體感劇院。

## 場館

### 電影館本館
全館色調以黑、白、灰為主，運用玻璃、不鏽鋼等元素；共四層樓，地上三層，地下一層。
一樓委由Café Conté康德咖啡經營咖啡廳並設有購票服務台及商品販售處，每個月亦會舉辦電影藝文沙龍。二樓則是提供電影借閱的個人閱聽區及放映索票影展的35人座小型放映室，三樓則是售票影展的139人座大型放映室，另設有專業典藏庫房保存近七千多件電影本事、珍貴的海報、劇照等等輕文物。該館也是高雄電影節的播映與活動地點之一。

### 內惟戲院
位於由高雄美術館、高雄歷史博物館、高雄電影館共同營運的內惟藝術中心內，外部建築體借重劉培森建築師的人本設計概念，純白色的建築量體由建築模矩組成，整體呼應高雄柴山高低起伏的外觀，於2022年獲得「國家卓越建設獎—最佳規劃設計類」殊榮。該戲院共有兩間影廳，1廳含有座位137席與身心障礙保留座位4席，2廳可容納座位62席與身心障礙保留座位2席。該館於2022年啟用，同年也作為高雄電影節的播映與活動地點之一。

### VR體感劇院
依據VR作品放映方式不同，觀影區分為「360影廳」和「互動展演區」兩種放映空間。
「360影廳」內配置30張圓弧形蛋椅，觀眾在體驗VR電影時，可放心倒入蛋椅的懷抱，前後左右環形角度旋轉，隨意調整成最舒適的觀影姿態；「互動展演區」則能以全景方式，和電影劇情做肢體互動，甚至從被動的觀者，成為主動影響劇情發展的角色。

## 典藏
高雄市電影館藏有七千多件電影本事、海報、劇照等輕文物。

### 特藏
- 35釐米碳精棒放映機：由旗山文物收藏大師許伯夷，於電影館成立之初所捐贈。為早期台灣大小戲院所廣泛使用之放映機。現今電影院使用之35釐米放映機已不再使用碳精棒。
- 陳子福手繪海報：13幅手繪海報，為開館之初所購入。陳子福為台灣代表性的手繪海報專家，作品兼具藝術價值及歷史意義。台語片興盛時期，將近九成台語片海報為其所繪。

## 歷任館長

### 電影圖書館館長
機關時期
| 任次 | 姓名   | 就職時間       | 卸任時間       | 備註 |
| ---- | ------ | -------------- | -------------- | ---- |
| 1    | 劉顯惠 | 2003年1月29日  | 2006年11月22日 |      |
| 2    | 張秀靖 | 2006年11月22日 | 2007年7月18日  |      |
| 3    | 陳作雄 | 2007年7月18日  | 2008年7月2日   |      |
| 4    | 劉秀英 | 2008年7月2日   | 2010年12月25日 |      |

### 電影館館長
機關時期
| 任次 | 姓名   | 就職時間       | 卸任時間       | 備註                 |
| ---- | ------ | -------------- | -------------- | -------------------- |
| 1    | 劉秀英 | 2010年12月25日 | 2017年12月31日 | 改名高雄市電影館首任 |

行政法人時期
館長由高雄市專業文化機構董事會任命
| 任次 | 姓名   | 就職時間     | 卸任時間  | 備註           |
| ---- | ------ | ------------ | --------- | -------------- |
| 1    | 劉秀英 | 2017年1月1日 | 2018年2月 | 行政法人化首任 |
| 2    | 楊孟穎 | 2018年2月    | 2022年5月 | 代理           |
| 3    | 黃晧傑 | 2022年5月    | 迄今      | 副館長代理     |

## 組織規劃
機關時期時期
- 館長
  - 秘書
    - 映演組
    - 推廣組
    - 行政組

行政法人時期
- 館長
  - 副館長
    - 行政長
      - 映演節目部
      - 教育推廣部
      - 製作企劃部
      - 典藏管理部
      - 行政事務部

## 特殊業務

### 高雄電影節
始於2001年，於每年的10月至11月舉辦，邀約超過200部國內外精選電影。高雄電影節除觀摩影展外亦並辦理「國際短片競賽」，每年吸引超過逾2000部國內外作品參賽。

### 高雄拍
以打造高雄成為臺灣短片基地為目標，鼓勵影像創作人才進駐高雄市，以高雄為發想及創作場域，完成之作品皆在高雄電影節期間以「高雄拍」單元中首映。從2013年起，每年產出10部高雄拍短片，至今成果豐碩：趙德胤《海上皇宮》入圍2014年度鹿特丹國際影展短片金虎獎、黃信堯《大佛》入圍第五十一屆金馬獎最佳短片、程偉豪《保全員之死》榮獲第五十二屆金馬獎最佳短片、廖克發《妮雅的門》榮獲2015年釜山影展善才獎最佳亞洲短片、鄒隆娜《阿尼》入圍坎城國際影評人週短片競賽，宜珊《亮亮與噴子》榮獲2017年金馬獎最佳劇情短片獎，多部短片均獲得國內外影展的肯定。

### 影像高雄
高雄市電影館自2012年始辦理「影像高雄」系列紀錄片之委託拍攝案，透過本市影像的拍攝不僅成功保留了高雄歷史上珍貴的有形、無形人文資產，更發掘出歷史記憶背後感人的小故事。對內，可透過影像獨特的聲光效果凝聚在地居民對土地的認同感；對外，則以影像行銷高雄在地的人文景致、帶領民眾從光影中走入時光隧道，從影像高雄系列紀錄片中窺見屬於海洋之都特殊的傳統工業、民俗文化及在地特色再現。

### 高雄人 (電影)
高雄市政府自96年始，創全國之首例，率先祭出「電影補助」之概念，並設置「拍片支援中心」協助劇組至高雄取景，結合電影製作補助與拍攝過程協助，創下「城市行銷」的新頁；近年來更引進 「良性迴旋圈」概念，與高雄市文化基金會合作補助投資拍片讓政府投入更多資源協助台灣電影的復甦，讓資金反覆在產業內循環，並結合在地產業資源，為地方政府與電影產業的合作打創雙贏。

## 交通資訊

### 捷運
- █ 高雄捷運橘線鹽埕埔站：步行約7分鐘

### 輕軌
- █ 環狀輕軌真愛碼頭站：步行約5分鐘

### 公車
- 高雄市公車：0南、11、33、50五福幹線、83、224、168西搭至高雄女中(真愛碼頭)站後，步行約2分鐘

### 公共自行車
- 高雄市公共自行車租賃系統：
  - 新樂截流抽水站：河西路10號東側(河濱步道)
  - 鹽埕國中：新樂街46號東側

## 外部連結
- 官方网站
- 高雄市電影館的Facebook專頁
- YouTube上的高雄市電影館頻道
- VR體感劇院